# Celtic Woman: Believe
Celtic Woman: Believe är ett studioalbum av Celtic Woman.

## Låtlista (internationell)
| Nr  | Titel                                                        | Vokalist(er)                                                           | Längd |
| --- | ------------------------------------------------------------ | ---------------------------------------------------------------------- | ----- |
| 1.  | Awakening                                                    | Lisa Kelly, Chloë Agnew, Lisa Lambe, Máiréad Nesbitt                   | 5:11  |
| 2.  | Nocturne                                                     | Chloë Agnew, Mairead Nesbitt                                           | 3:33  |
| 3.  | Sailing                                                      | Lisa Kelly, Chloë Agnew, Lisa Lambe, Máiréad Nesbitt                   | 4:09  |
| 4.  | The Foxhunter                                                | Máiréad Nesbitt                                                        | 3:20  |
| 5.  | The Water is Wide                                            | Lisa Kelly, Máiréad Nesbitt                                            | 3:31  |
| 6.  | Bridge Over Troubled Water                                   | Lisa Kelly, Chloë Agnew, Lisa Lambe, children's choir                  | 4:00  |
| 7.  | Black is the Colour                                          | Lisa Lambe                                                             | 3:40  |
| 8.  | Follow On                                                    | Lisa Kelly                                                             | 4:48  |
| 9.  | Ave Maria (Schubert)                                         | Chloë Agnew                                                            | 4:18  |
| 10. | Téir Abhaile Riú                                             | Lisa Kelly, Chloë Agnew, Lisa Lambe, Máiréad Nesbitt                   | 4:00  |
| 11. | You'll Never Walk Alone                                      | Lisa Kelly, Chloë Agnew, Lisa Lambe, Máiréad Nesbitt, children's choir | 4:00  |
| 12. | A Spaceman Came Travelling                                   | Lisa Lambe                                                             | 3:48  |
| 13. | Songs From The Heart: Walking the Night/The World Falls Away | Lisa Kelly, Chloë Agnew, Lisa Lambe                                    | 6:43  |
| 14. | A Woman's Heart                                              | Lisa Kelly, Chloë Agnew, Lisa Lambe                                    | 4:28  |
| 15. | The Parting Glass                                            | Lisa Kelly, Chloë Agnew, Lisa Lambe, Máiréad Nesbitt                   | 4:13  |
| 16. | Smile (Live)                                                 | Lisa Kelly, Chloë Agnew, Lisa Lambe, Máiréad Nesbitt                   | 2:05  |
| 17. | Green Grow the Rushes (Live)                                 | Lisa Kelly, Chloë Agnew                                                | 3:46  |

### Bonusspår i Tyskland
| Nr  | Titel               | Vokalist(er)                                                             | Längd |
| --- | ------------------- | ------------------------------------------------------------------------ | ----- |
| 15. | I'm Counting On You | Susan Mcfadden, Chloë Agnew, Lisa Lambe, Máiréad Nesbitt, Chris De Burgh | 4:38  |
| 16. | Dúlamán             | Lisa Lambe                                                               | 2:55  |
| 17. | Tears In Heaven     | Chloë Agnew                                                              | 4:17  |